# Alpthal
Alpthal (gsw. Alpel, Dörfli) – miejscowość i gmina w Szwajcarii, w kantonie Schwyz, w okręgu Schwyz. 

## Demografia
W Alpthal mieszka 619 osób. W 2021 roku 9,7% populacji gminy stanowiły osoby urodzone poza Szwajcarią. 